# Giuseppe Drago
Giuseppe Carmelo Drago (Scicli, 29 de septiembre de 1955-Modica, 21 de septiembre de 2016) fue un médico y político italiano, de la isla de Sicilia.
Se licenció en medicina y cirugía. En las elecciones regionales de Sicilia de 1991 fue elegido diputado en la Asamblea Regional Siciliana por el Partido Socialista Italiano, y en 1995 ingresó al partido Centro Cristiano Democrático (CCD), siendo elegido asesor regional de trabajo. En las elecciones regionales de Sicilia de 1996 fue reelegido con un gran número de votos y formó parte de un gobierno regional de centro derecha, con el cual fue elegido presidente de Sicilia del 28 de enero al 21 de noviembre de 1998. Durante su mandato recibió al rey Juan Carlos I de España y le impuso la Orden al Mérito Civil. En 1999 fue nombrado vicesecretario nacional del CCD y en 2000 fue asesor del presidente siciliano Vicenzo Leanza.
En las Elecciones Generales Italianas de 2001 fue elegido diputado por parte de CCD, que en 2002 se trasformó en Unión de los Demócratas Cristianos y de Centro, y hasta 2006 fue secretario de asuntos exteriores en el gobierno de Silvio Berlusconi. Fue reelegido como diputado en las Elecciones Generales Italianas de 2006 y de 2008.
En 24 de enero de 2003 fue condenado en primera instancia por el Tribunal de Palermo a una pena de tres años y tres meses de presión por malversación de fondos destinados a Sicilia y a la restitución de la suma de 123.123 euros por uso indebido, incluso después de la dimisión de estos fondos reservados.